# Estinnes
Estinnes (wa. L' Estene) – miejscowość i gmina w zachodniej Belgii, w Regionie Walońskim, w prowincji Hainaut, w okręgu La Louvière. 1 stycznia 2024 r. liczyła 7955 mieszkańców. Łączna jej powierzchnia wynosi 73,29 km², a gęstość zaludnienia wynosi 109 osób/km².
Znajduje się jedenaście turbin wiatrowych typu Enercon E-126, które mają wysokość 198 m.

## Podział administracyjny
W skład gminy wchodzi dziewięć dzielnic (section):
- Croix-lez-Rouveroy
- Estinnes-au-Mont
- Estinnes-au-Val
- Faurœulx
- Haulchin
- Peissant
- Rouveroy
- Vellereille-le-Sec
- Vellereille-les-Brayeux